# Lichenopeltella ammophilae
Lichenopeltella ammophilae är en lavart som först beskrevs av J.P. Ellis, och fick sitt nu gällande namn av P.M. Kirk & Minter 2007. Lichenopeltella ammophilae ingår i släktet Lichenopeltella och familjen Microthyriaceae.   Inga underarter finns listade i Catalogue of Life.